# 이우정 (작가)
이우정(한국 한자: 李祐汀, 1975년 ~)은 대한민국의 방송작가이다.

## 이력
- 2013 제2기 창의인재 동반사업 멘토 참여[1]

## 작품 활동

### 예능 프로그램

#### MBC
- 《섹션TV 연예통신》

#### KBS
- 《자유선언 토요대작전 - 산장미팅 장미의 전쟁》
- 《해피선데이 - 여걸식스》
- 《해피선데이 - 1박 2일》
- 《해피선데이 - 남자의 자격》

#### tvN
- 《더 로맨틱》
- 《더 로맨틱 & 아이돌》
- 《세 얼간이》
- 《꽃보다 할배 시즌1》
- 《하정우 부라더스》
- 《꽃보다 누나》
- 《꽃보다 할배 시즌2》
- 《꽃보다 청춘 시즌1》
- 《삼시세끼 정선편 시즌1》
- 《삼시세끼 어촌편 시즌1》
- 《신서유기 시즌1》
- 《삼시세끼 정선편 시즌2》
- 《삼시세끼 어촌편 시즌2》
- 《꽃보다 청춘 시즌2》
- 《신서유기 시즌2》
- 《삼시세끼 고창편》
- 《삼시세끼 어촌편 시즌3》
- 《신서유기 시즌3》
- 《신혼일기》
- 《신혼일기 시즌2》
- 《윤식당》
- 《신서유기 시즌4》
- 《삼시세끼 바다목장 편》
- 《꽃보다 청춘 시즌3》
- 《강식당》
- 《윤식당 시즌2》

### 드라마

#### tvN
- 《응답하라 1997》 (2012) - 작가

- 《응답하라 1994》 (2013) - 작가
- 《응답하라 1988》 (2015~2016) - 작가
- 《슬기로운 감빵생활》 (2017~2018) - 크리에이터
- 《슬기로운 의사생활》 (2020) - 작가
- 《슬기로운 의사생활 2》 (2020) - 작가
- 《언젠가는 슬기로울 전공의생활》(2025) - 크리에이터

## 수상 경력
- 2008년 KBS 연예대상 쇼오락부문 방송작가상
- 2010년 제23회 한국방송작가상 예능 부문상
- 2013년 2013 대한민국 콘텐츠 대상 대통령 표창

## 같이 보기
- 이명한
- 신원호
- 나영석